# Bahnhof Rimini

Der Bahnhof Rimini ist der wichtigste Bahnhof der italienischen Stadt Rimini, gelegen an der Bahnstrecke Bologna–Ancona, zudem mündet hier die Strecke aus Ferrara in die Hauptstrecke. Der Bahnhof befindet sich in Eigentum der italienischen Infrastrukturgesellschaft RFI, wurde aber von 2001 bis 2018 von der Centostazioni verwaltet, der damals für 103 mittelgroße italienische Bahnhöfe zuständigen FS-Tochtergesellschaft.

## Geschichte

### Alter Bahnhof
Der Bahnhof wurde am 4. Oktober 1861 im Beisein von Prinz Umberto von Savoyen, dem späteren Umberto I. eröffnet, als das Teilstück Forlì–Rimini der heutigen Strecke aus Bologna dem Verkehr übergeben wurde. Am 17. November 1861 wurde aus dem Bahnhof eine Durchgangsstation, als die Strecke nach Ancona vollendet wurde.
Das einfache Empfangsgebäude konnte den steigenden Fahrgastfrequenzen nach der Eröffnung der Strecke aus Ferrara im Jahre 1889 nicht mehr standhalten, so dass Pläne für ein größeres Gebäude geschmiedet wurden.

### Heutiger Bahnhof
Der heute noch bestehende Bahnhof entstand nach den Plänen des Architekten Ulisse Dini und wurde im Jahre 1914 vollendet. Der neue Bahnhof befindet sich südlich des (heute aufgehobenen) Lokomotivschuppens, während der erste Bahnhof nördlich davon lag.
Während des Ersten Weltkriegs war der Bahnhof Ziel von Truppen von Österreich-Ungarn.
Nach vierjähriger Bauzeit konnte 1932 die grenzüberschreitende Schmalspurbahn nach San Marino dem Verkehr übergeben werden, welche ihren Ausgangspunkt im Bahnhof Rimini hatte. Während des Zweiten Weltkriegs wurde sie, wie der Bahnhof Rimini, über 400 Mal bombardiert. Während die Schäden am Bahnhof repariert wurden, wurde die Bahnstrecke nach San Marino eingestellt und größtenteils abgetragen.
Zwischen 1916 und 1960 war eine weitere Schmalspurbahn nach Novafeltria in Betrieb.

## Verkehr
Der Bahnhof ist ein wichtiger Verkehrsknoten und spielt auch im Tourismusverkehr eine übergeordnete Bedeutung. Nicht nur Rimini wird erschlossen, auch die an Regionalverkehrslinien angebundene Badeorte wie Viserba, Gatteo a Mare, Cesenatico oder Bellaria erhalten via Rimini Anschluss ans nationale Fernverkehrsnetz. Insgesamt werden jährlich rund fünf Millionen Reisende in Zügen auf den 7 Bahnsteiggleisen abgefertigt.

### Fernverkehr

#### International
Früher wurde Rimini häufig von internationalen Zügen aus der Schweiz und Österreich bedient, die unter den Namen Schweiz-Adria-Express, Adria-Express und Badeexpress vor allem auf den Tourismusverkehr ausgerichtet waren und Rimini und Ancona mit Zürich HB und dem Wiener Südbahnhof verbanden.
Nach einer langjährigen Unterbrechung wird Rimini seit 2016 von Mitte Juni bis Mitte September zweimal pro Woche per EuroCity direkt mit Innsbruck und München verbunden.

#### National
In Rimini halten alle Fernverkehrszüge, welche über die Strecke von Bologna nach Ancona, als auch von Ravenna nach Rimini, führen. Es halten Züge der Kategorien Le FRECCE, InterCity und InterCityNotte. Von Rimini aus können so Städte wie Mailand, Rom, Ravenna, Pescara, Bologna, Foggia, Bari oder Lecce umsteigefrei erreicht werden.

### Regionalverkehr
Der Regionalverkehr obliegt ebenfalls der Trenitalia, sie bietet auf den Strecken nach Bologna, Ravenna und Ancona Verbindungen verschiedener Relationen an, so zum Beispiel Pesaro–Ravenna, Rimini–Piacenza oder Rimini–Ravenna–Bologna.

### Stadtverkehr
Im Stadtverkehr wird der Bahnhof durch den Oberleitungsbus Rimini–Riccione (Linie 11) sowie diverse Autobuslinien bedient.